# Efectul Procopiu

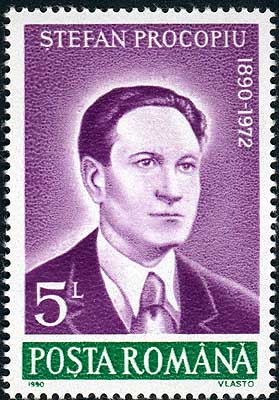
Ștefan Procopiu

În anul 1929 Ștefan Procopiu a descoperit efectul circular al discontinuității de demagnetizare care apare la trecerea unui curent electric alternativ printr-un fir feromagnetic. Acest efect a fost numit în cinstea sa „Efectul Procopiu”.
A descoperit acest efect studiind la rândul său efectul Barkhausen transversal (descoperit în 1919 de către H.G. Barkhausen), referitor la variația în salturi a polarizației magnetice a unui material feromagnetic, provocată de variația continuă a intensității câmpului magnetic exterior.
În anul 1921, studiind birefringența soluțiilor coloidale și a suspensiilor cristaline, Ștefan Procopiu a descoperit depolarizarea longitudinală a luminii care le străbate - „fenomenul Procopiu”.